# Glutamin szintetáz
A glutamin szintetáz (GS) (EC 6.3.1.2) a nitrogén metabolizmus egyik kulcsenzimje, feladata létfontosságú, hiszen a szervetlen ammóniát szerves vegyületekbe építi be. Megtalálható prokarióta és eukarióta szervezetekben egyaránt. Aktív centrumában kétértékű fémion található, emiatt érzékeny a fémstresszre.
A következő reakció katalizálásában vesz részt:
Glutamát + ATP + NH3 → Glutamin + ADP + foszfát
Tehát egy amino csoportot köt hozzá a glutaminsavhoz, és a reakcióhoz szükséges energiát ATP-ból nyeri. Működése inhibitorokkal (gátlószerekkel) gátolható. Ilyenek például a metionin szulfoximin, foszfinotricin, melyek szerkezetileg a glutamátra hasonlítanak. Ezeket a vegyületeket herbicidek alapanyagaként is használják.

## Típusai
Eddigi ismereteink alapján a glutamin szintetáznak három fő típusa van:
- I. típusú enzim (GSI) a prokariótákra jellemző, a fehérje 12 alegységből áll. Szabályzásában fontos szerepe van, hogy az enzim adenilált-e. Ugyanis az adenilált fehérje inaktív, működésképtelen. Az aktívcentrumban legtöbbször mangán ion található.
- II. típusú enzim (GSII) az eukariótákra jellemző, valamint néhány baktérium csoportban is ez a fajta glutamin szintetáz található meg (Rhizobiaceae, Frankiaceae, Streptomiceaceae). A GSII csak nyolc alegységből áll, aktív centrumában magnézium ion található. A növényekben több izoenzimje is megtalálható a glutamin szintetáznak. Egy külön izoenzim van a kloroplasztiszban, melynek fontos szerepe van a fotoszintézist kísérő fotorespiráció során keletkező, a sejt számára toxikus ammónia eliminálásában.
- III. típusú enzimet (GSIII) eddig csak a Bacteroides fragilis és a Butyrivibrio fibrisolvens baktériumokban találtak. Ez fehérje hat alegységből áll.

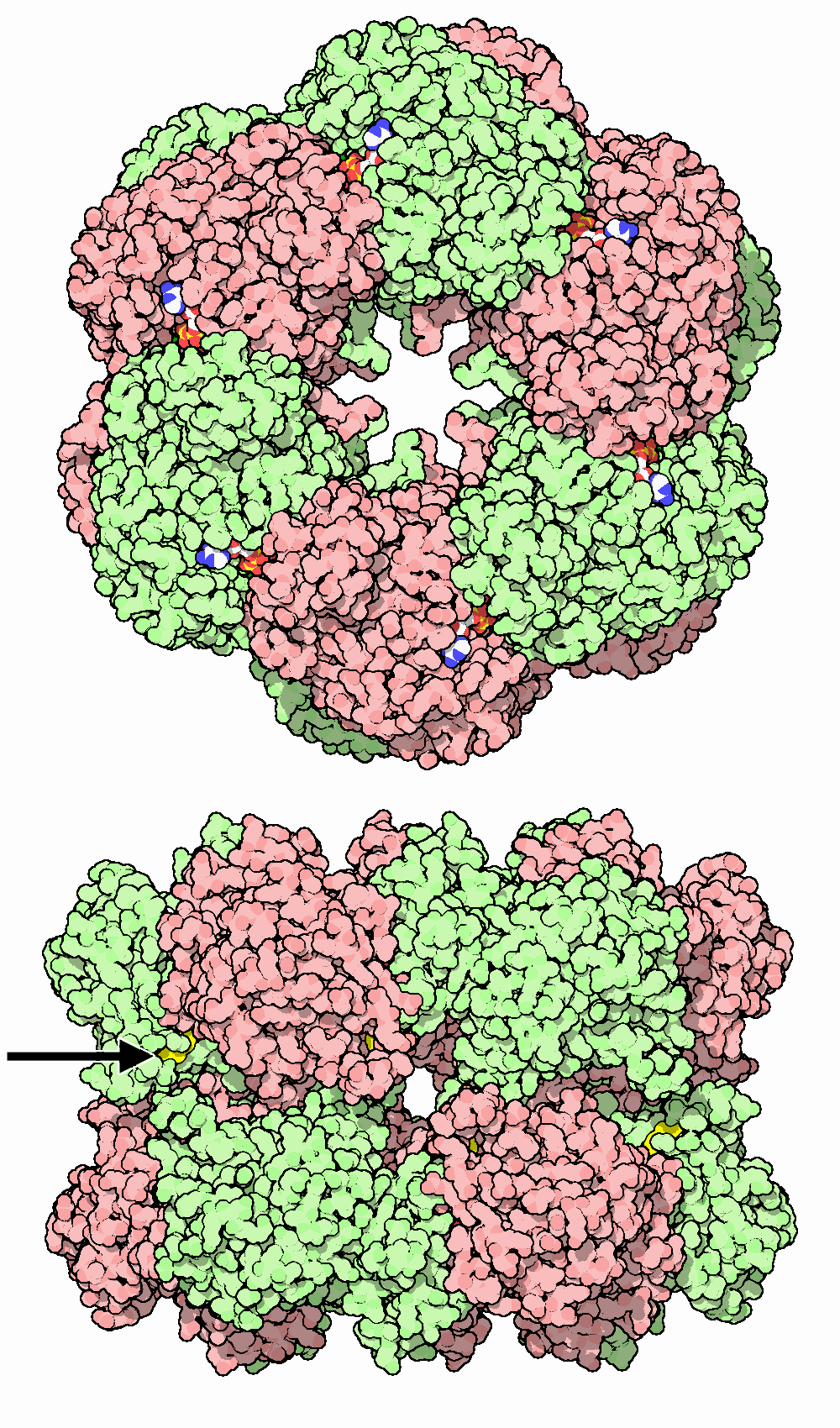
Prokarióta glutamin szintetáz (GSI).

Ezeknek a típusoknak a térbeli szerkezete jól ismert, azonban a működésük, szabályzásuk és a sejtben betöltött szerepük még nem teljesen tisztázott.

## Fordítás
- Ez a szócikk részben vagy egészben  a   Glutamine synthetase című angol Wikipédia-szócikk fordításán alapul.  Az eredeti cikk szerkesztőit annak laptörténete sorolja fel. Ez a jelzés csupán a megfogalmazás eredetét és a szerzői jogokat jelzi, nem szolgál a cikkben szereplő információk forrásmegjelöléseként.